# 웨이빈구 (바오지시)

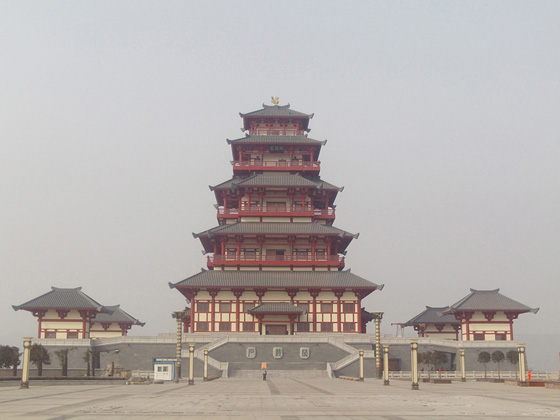

웨이빈구(한국어: 위빈구, 중국어: 渭滨区, 병음: Wèibīn Qū)는 중화인민공화국 산시성 바오지시의 현급 행정구역이다. 넓이는 728km2이고, 인구는 2007년 기준으로 420,000명이다.

## 행정 구역
5개 가도, 5개 진, 1개 향을 관할한다.
- 가도: 金陵街道, 经二路街道, 清姜街道, 姜谭街道, 桥南街道.
- 진: 马营镇, 石鼓镇, 神农镇, 高家镇, 八鱼镇.
- 향: 晁峪乡.